# Скшипець (Опольське воєводство)
Скшипець (пол. Skrzypiec, нім. Kreiwitz) — село в Польщі, у гміні Любжа Прудницького повіту Опольського воєводства.
Населення — 388 осіб (2011).

## Демографія
Демографічна структура станом на 31 березня 2011 року:
|          | Загалом | Допрацездатний вік | Працездатний вік | Постпрацездатний вік |
| -------- | ------- | ------------------ | ---------------- | -------------------- |
| Чоловіки | 193     | 29                 | 148              | 16                   |
| Жінки    | 195     | 33                 | 119              | 43                   |
| Разом    | 388     | 62                 | 267              | 59                   |